# خامي
كانت خامي مدينة في الجنوب الأفريقي، وتقع في أراضي زيمبابوي الحالية. وهي تقع على بعد 22 كم إلى الشرق من بولاوايو عاصمة إقليم بولاوايو شمال ماتابيليلاند. وتصنف الآن هذه الأنقاض بالإضافة إلى النصب التذكاري الوطني لزيمبابوي العظيمة . كما هو منصوص عليه في قائمة التراث العالمي لليونسكو منذ عام 1986.
كان خامي العاصمة من سلالة طوروا Torwa بين عامي 1450 و 1683.
تتسم خامي التي نمت بعد هجر عاصمة زيمبابوي الكبيرة في منتصف القرن السادس عشر بأهمية أثرية جمة حيث تشير الأغراض المستقدمة من أوروبا والصين والتي تم اكتشافها ان المدينة شكلت لفترة طويلة ملتقى طرق تجاري هام.

## وصف الأثار
ما يمكن ملاحظته في الوقت الحاضر، على شكل أنقاض هو تطويرللشكل المعماري الذي ظهر في ما يعرف الآن بزيمبابوي في القرن الثالث عشر. شكل ونمط المباني التي تم بناؤها (منازل صغيرة مع أسس وأقبية) تبين كيفية تعامل البناة في تركيب البناء مع وجود نقص حاد في عدد أحجار البناء في المنطقة، على الرغم من أن المبنى يعطي انطباعاً (خارجيا) فهو أكثر فقرا والأقل تطوراً مما كانت عليه زيمبابوي العظمى.

## التاريخ
كانت خامي عاصمة لسلالة توروا لمائتي عام منذ 1450، ويبدو أنها أسست في وقت سقوط دولة زيمبابوي العظمى. بعد ذلك (التاريخ التقليدي هو 1683)، نهب تشانجامير دومبو وجيشه من متمردي روزفي المدينة. تظهر الحفريات أن الموقع لم يُحتل بعد سيطرة الروزفيين عليه. قام الروزفيون بجعل دانامومبه عاصمتهم الجديدة. في الثلاثينيات من القرن التاسع عشر، قام مغيرون من قومية نديبيلي بإزاحة الروزفيين من خامي ومواقع أخرى أسسوها.
يظهر موقع خامي سبع مناطق تضم مباني إقامة الأسرة الملكية إلى جانب مناطق مفتوحة في الوادي تسكنها عامة الشعب، و يحتوي الموقع على منصات اصطناعية دائرية، وأحيانًا مدرَّجة، مطوقة بحوائط حجرية جافة. المنصات التي يصل ارتفاعها من مترين إلى سبعة أمتار فوق سطح الأرض، ضمت أكواخًا عاشت فيها الطبقة الدنيا من السكان. ويمكن رؤية بقايا أكواخ الناس العاديين وحظائر مسيجة للأبقار - تسمى كرالات - أسفل المجمع على التل، الأطلال تضم سياجًا ملكيًا، والذي كان يجب أن يكون على مستوى مرتفع عن الأرض أكثر من المنشآت الأخرى، ومنها الحوائط الحجرية، ومنصات الأكواخ، وأيضًا، صليب مسيحي، يعتقد أنه وضع من قبل المبشرين المعاصرين. ويعتقد أن المنصات الأخرى كانت لكرالات الأبقار وحائط مربع مانع .
هناك أيضا أنقاض على الجانب الشرقي من نهر خامي. ويعتقد أن المنصات الأخرى كانت للماشية في تنظيم الكرال.كما أن الجدران ذات نمط متقلب .. وقد كشفت الحفريات الأخيرة (2000-2006)أن الجدران التي كانت تزين جميع الأجزاء الغربية من مجمع التل التي كانت مزينة في أشكال تتنوع بين تموج رقعة الضامة . وزخرفة متعرجة وأشكال حبال فضلا عن كتل حجرية متنوعة.

## معرض صور

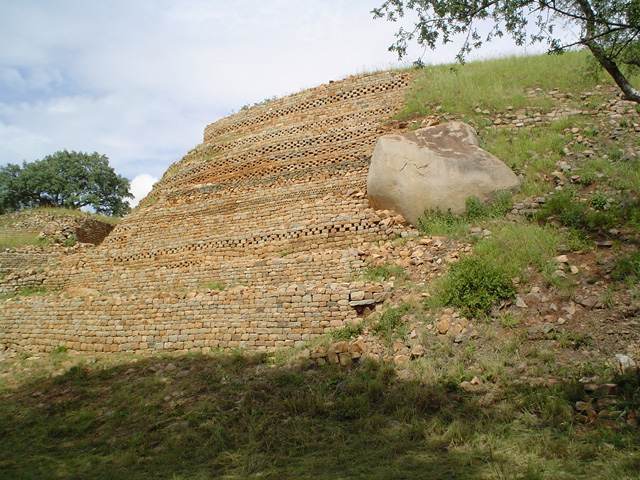
الجدار الخارجي من خامي
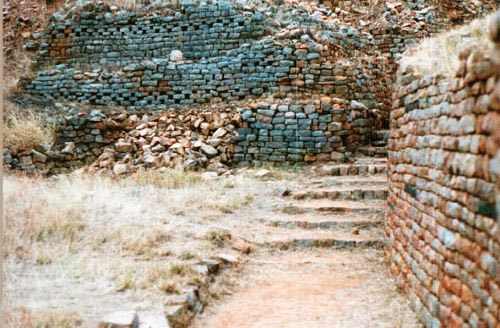
الأدراج المؤدية إلى خامي
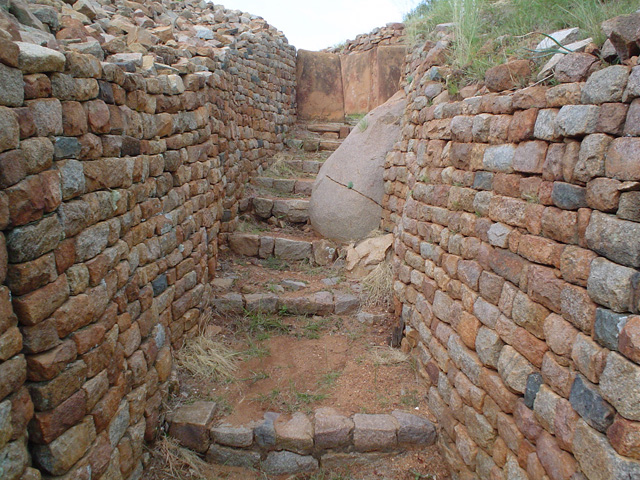
ممر في خامي
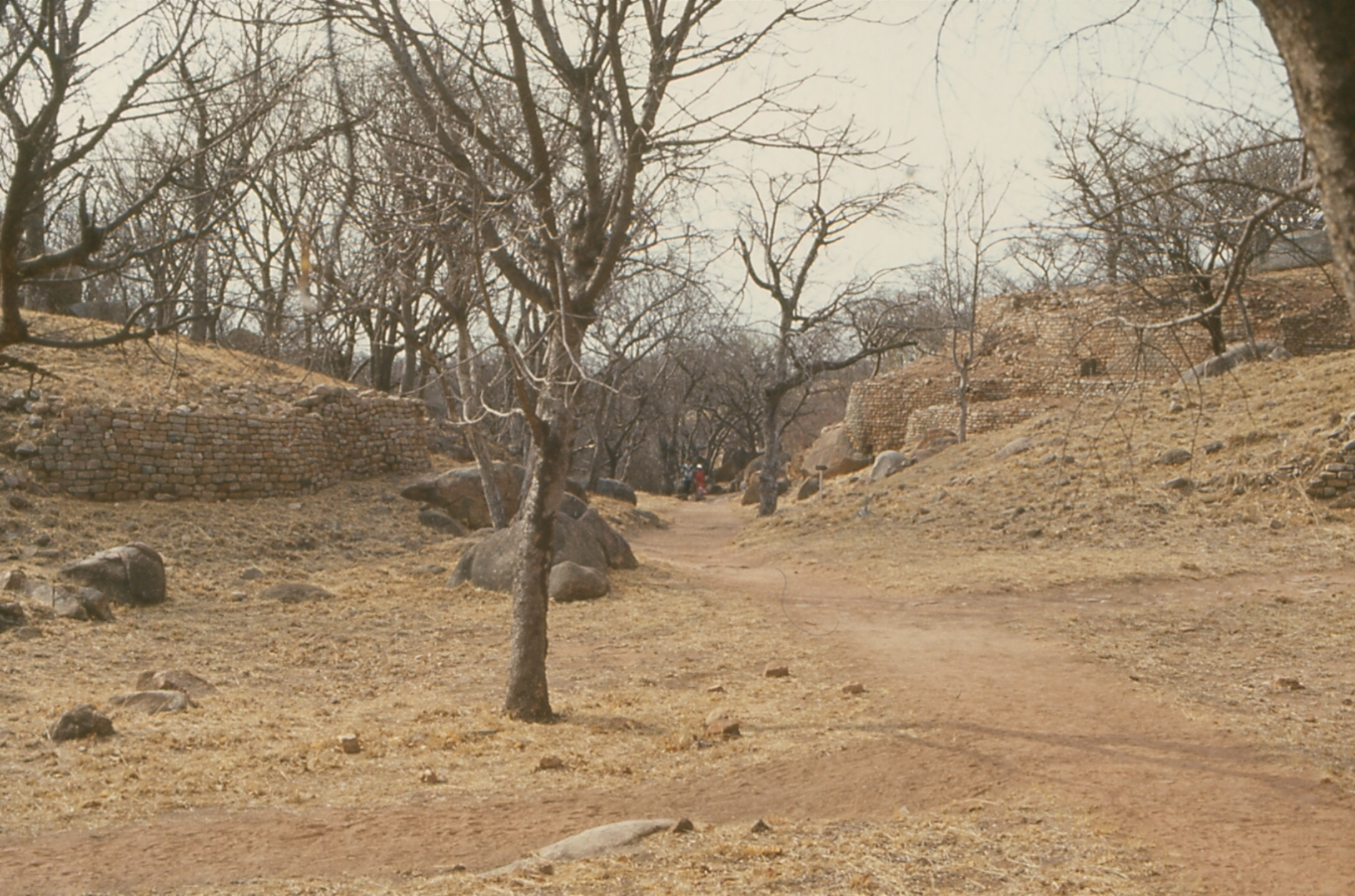
آثارخامي